# 平賀正友
平賀 正友(ひらが まさとも、1948年〈昭和23年〉 - 2017年〈平成29年〉5月頃)は、元山梨放送の男性アナウンサー。山梨放送退社後、フリーアナウンサーとなり、エフエム甲府でパーソナリティを務めた。2017年5月頃に死去したとみられる。

## 出演番組

### 山梨放送時代
- NASAヤングアテンション
- サンデーヤング山梨[1]
- ズームイン!!朝!

### エフエム甲府時代
- KOFU WALKER
- 平賀正友の元気はつらつフライデー
- ヴァンフォーレ甲府入れ込み実況中継